# Théodore de Cantorbéry
Théodore de Tarse est un prélat chrétien né en 602 et mort le 19 septembre 690.
Originaire de Cilicie, il étudie à Antioche avant de se rendre à Constantinople, puis à Rome. Le pape Vitalien le choisit pour devenir archevêque de Cantorbéry. Sacré en 668, il arrive en Angleterre l'année suivante. Avec l'aide de l'abbé Adrien, il entreprend une grande réforme de l'Église anglaise : il divise le vaste diocèse d'York, s'attirant l'inimitié du puissant évêque Wilfrid, ordonne la tenue de synodes réguliers et fonde une école à Cantorbéry.
Bède le Vénérable dresse un portrait élogieux de Théodore dans son Histoire ecclésiastique du peuple anglais. Considéré comme saint, il est fêté le 19 septembre par les catholiques, les orthodoxes et les anglicans.

## Biographie

### Origines
Théodore naît en 602 à Tarse, en Cilicie, alors province de l'empire byzantin. Ses écrits suggèrent qu'il est éduqué dans l'important centre théologique d'Antioche : comme les exégètes antiochiens, il avance une lecture historique et philologique de la Bible qui s'oppose à la vision allégorique des exégètes d'Alexandrie. Une brève mention de la ville d'Édesse dans ses écrits suggère qu'il a pu y séjourner à un moment. C'est soit à Antioche, soit à Édesse qu'il est exposé au christianisme syriaque.
Pendant la guerre perso-byzantine de 602-628, la Syrie byzantine est envahie en 613 par les Perses sassanides. Ils sont repoussés, mais les Byzantins sont chassés de la région en 637 lors de la conquête musulmane du Levant. C'est peut-être en fuyant l'une ou l'autre de ces invasions que Théodore, devenu moine, se retrouve à Constantinople. Il est possible qu'il y étudie auprès d'Étienne d'Alexandrie, le plus grand savant de son temps.
Théodore se rend ultérieurement à Rome, où il séjourne probablement au monastère de ad Aquas Salvias qui abrite une communauté de moines ciliciens. Il participe vraisemblablement à la rédaction des actes du synode du Latran, organisé par le pape Martin Ier en 649, qui condamne la doctrine monothélite sous l'influence du théologien Maxime le Confesseur.

### Nomination comme archevêque de Cantorbéry
En 667, une épidémie de peste frappe Rome. L'une de ses victimes est Wighard, un prélat anglais envoyé auprès du pape Vitalien par les rois Ecgberht du Kent et Oswiu de Northumbrie pour être sacré archevêque de Cantorbéry. Sa disparition offre à Vitalien l'opportunité de choisir lui-même le prochain occupant de ce siège. Son choix se porte d'abord sur Adrien, abbé de Niridie (près de Naples), mais celui-ci refuse par deux fois et propose au pape le nom de Théodore,.
Vitalien hésite à nommer Théodore à Cantorbéry et exige d'Adrien qu'il l'accompagne en Angleterre. Le pape craint peut-être la réaction de l'empereur byzantin Constant II Héraclius, qui a fait arrêter et condamner en 653 Martin Ier et Maxime le Confesseur pour leur opposition au monothélisme. Cela expliquerait pourquoi Bède rapporte qu'Adrien est censé « veiller avec un soin tout particulier à ce que [Théodore] n'introduise pas, selon la coutume des Grecs, des éléments étrangers à la vraie foi dans l'Église qu'il dirigerait désormais ».
Théodore, jusqu'alors tonsuré à la manière orientale, avec le crâne entièrement rasé, doit attendre quatre mois que ses cheveux repoussent pour pouvoir recevoir une tonsure en forme de couronne. Il est consacré archevêque par Vitalien le 26 mars 668.
Avec Adrien, il quitte Rome le 27 mai pour se rendre à Cantorbéry. Les deux hommes prennent la mer jusqu'à Marseille, puis poursuivent son voyage par voie de terre jusqu'à Arles. Munis d'un sauf-conduit du maire du palais de Neustrie Ébroïn, ils se séparent et Théodore se rend auprès de l'évêque Agilbert de Paris, qui a été évêque des Ouest-Saxons dans les années 650. Malade, il reste quelque temps à Quentovic avant de traverser la Manche et arrive à Cantorbéry le 27 mai 669, un an jour pour jour après son départ,. Adrien le rejoint en 670, ayant été retenu prisonnier par Ébroïn, et Théodore lui offre immédiatement le poste d'abbé de Saint-Pierre de Cantorbéry.

### Un archiépiscopat actif

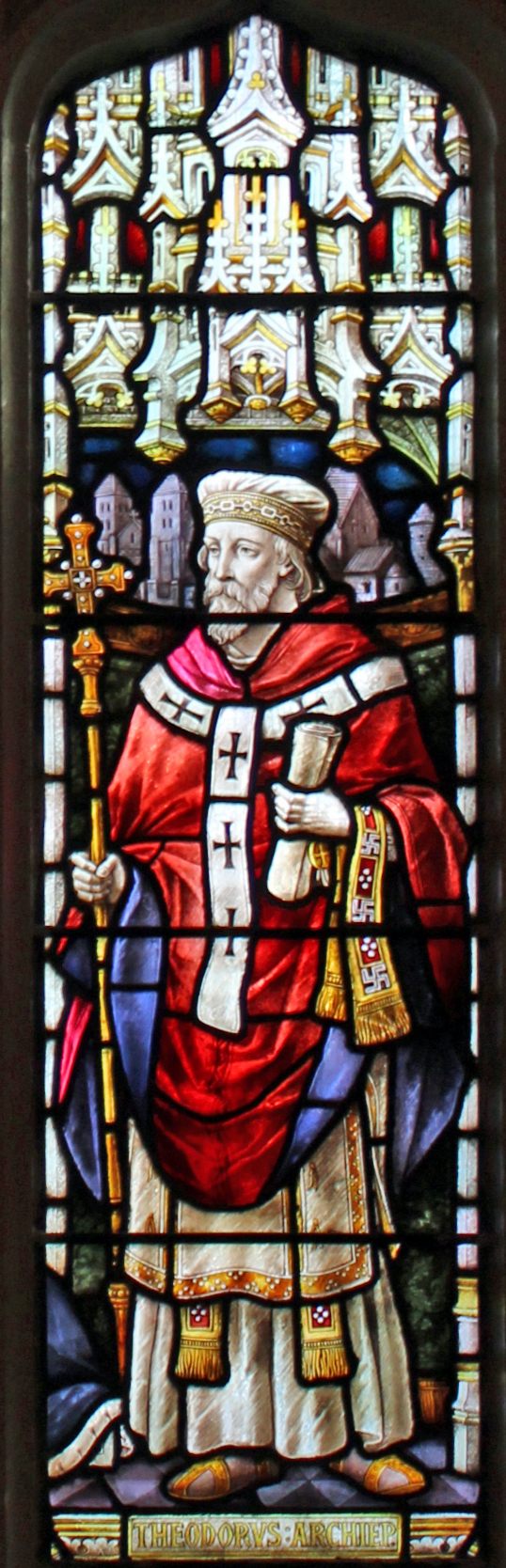
Vitrail moderne à l'effigie de Théodore dans l'église Saint-Jean de Knotty Ash, à Liverpool.

D'après Bède, Théodore entreprend avec Adrien une tournée à travers toute l'Angleterre afin de faire cesser les abus, d'imposer sa présence et donner ses instructions, notamment au sujet de la règle monastique et de la célébration canonique de Pâques. Bède indique qu'il fut « le premier archevêque à qui se soumit l'Église des Angles ». À son arrivée, il ne reste que trois évêques en poste dans toute l'Angleterre : il s'empresse donc de sacrer de nouveaux titulaires pour les sièges de Dunwich (Bifus), Rochester (Putta) et Winchester (Leuthère). Il annule l'élection de Chad comme évêque d'York et rétablit Wilfrid à ce poste avant de confier à Chad l'évêché de Lichfield. Quelques années plus tard, vers 675, il sacre Earconwald à un autre poste vacant, celui d'évêque de Londres.
En 672 ou 673, Théodore organise le concile de Hertford, première grande réunion du clergé d'Angleterre. Ce concile souligne l'importance de diverses règles de discipline et décide d'une réunion annuelle en un lieu appelé Clofesho. Le concile suggère également la nécessité de scinder les diocèses trop vastes, ce qui vise directement le siège d'York, qui couvre tout le Nord de l'Angleterre. Wilfrid, qui s'y oppose, est déposé en 678 et de nouveaux diocèses sont créés à Lindisfarne, Hexham et pour le Lindsey.
Théodore préside un autre concile à Hatfield (en) en 679 pour entériner le soutien de l'Église anglaise au pape Agathon dans le cadre de la controverse monothélite. Agathon aurait souhaité l'inviter à participer au troisième concile de Constantinople, qui condamne définitivement comme hérétique le monothélisme, mais Théodore est alors âgé de soixante-dix-huit-ans et n'est pas en mesure d'effectuer le long voyage jusqu'à Constantinople.
La même année, Ælfwine, le frère du roi Ecgfrith, est tué lors d'une bataille contre les Merciens. Théodore intervient pour conclure la paix entre les deux royaumes en persuadant le roi Æthelred de Mercie de payer un wergild en compensation de la mort d'Ælfwine.
Théodore meurt le 19 septembre 690. Son successeur, Berhtwald, n'est élu que deux ans plus tard en raison des troubles que connaît alors le royaume du Kent.

## Œuvres
L'érudition de Théodore et Adrien attire de nombreux étudiants à Cantorbéry, parmi lesquels Aldhelm, Albinus, Jean de Beverley, Oftfor et Tobias. L'historien Michael Lapidge décrit son école comme marquant « l'apogée des études bibliques dans l'Occident latin entre la fin de l'Antiquité et le douzième siècle ». Il en subsiste un certain nombre de commentaires et de gloses sur le Pentateuque et les évangiles qui font appel à de nombreux écrits d'exégètes grecs et latins. Ces commentaires sont préservés dans divers manuscrits, parmi lesquels le glossaire de Leyde (en).
Les écrits directement attribuables à Théodore sont plus rares. Michael Lapide énumère une série de poèmes en octosyllabes latins, une traduction latine de la Passion du martyr Anastase le Perse et le Laterculus Malalianus. Bien qu'il porte son nom, le pénitentiel de Théodore n'est pas son œuvre : il s'agit d'une compilation de réponses qu'il aurait faites à un disciple nommé Eoda ultérieurement mises en forme par un « disciple northumbrien » anonyme.

## Culte
Théodore est inhumé auprès d'Augustin en l'abbaye Saint-Pierre-et-Saint-Paul de Cantorbéry. En 1091, ses reliques sont transférées, comme celles des autres archevêques défunts, dans la nouvelle église abbatiale de Cantorbéry. Le moine Goscelin de Saint-Bertin rédige à cette occasion une hagiographie de Théodore qui n'apporte aucune information d'ordre biographique par rapport au récit de Bède le Vénérable,.
Théodore est fêté le 19 septembre, anniversaire de sa mort. Cette fête est mentionnée pour la première fois dans le Calendrier de saint Willibrord ; elle figure également dans le Missel de Leofric. Il n'est jamais l'objet d'un culte très populaire et aucun miracle ne lui est associé.